# Broadfield House

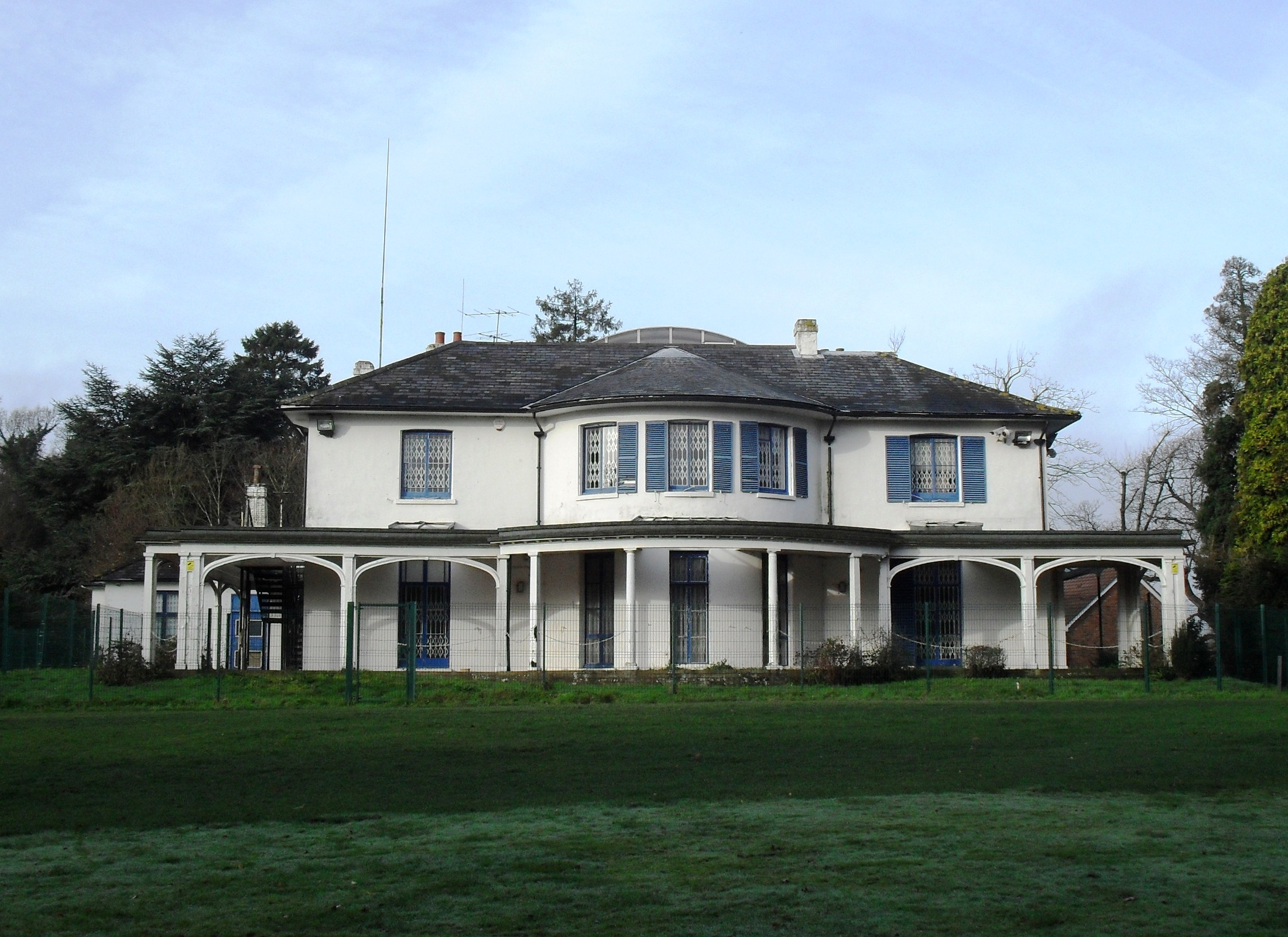
Broadfield House, Südseite

Broadfield House ist eine Villa aus dem 19. Jahrhundert in Broadfield, einem Stadtteil von Crawley, West Sussex in England. Das 1830 auf dem weitläufigen Gelände des Tilgate Estate erbaute Haus liegt südlich des damals kleinen Marktfleckens Crawley und wurde später im 19. Jahrhundert erweitert und in einen Country Club umgebaut. Nach dem Zweiten Weltkrieg entschied die britische Regierung, dass Crawley zu einer New Town werden sollte, sodass die Stadt sich auf ein schnelles, streng geplantes Wachstum vorbereiten musste. Broadfield House wurde als Zentrale der Development Corporation ausgewählt und wurde so zum Ort, an dem alle Entscheidungen, die das künftige Aussehen der Stadt bestimmten, gemacht wurden. Das Haus, das sich auch heute noch in einer Parklandschaft befindet, ist ein Listed Building, das von English Heritage wegen seiner architektonischen und historischen Bedeutung im Grade II  eingestuft wurde.

## Architektur
Broadfield House steht in Broadfield Park, einem Naturschutzgebiet mit Seen und Landschaftsgärten und ist im Inneren im neoklassizistischen Stil gestaltet. Es ist ein verputztes Haus mit einer gebogenen Vorderfassade und zwei Stockwerken. Das Dach aus walisischem Schiefer hat auffallende Dachtraufen. Eine von Säulen getragene Veranda läuft um die östliche und nördliche Seite des Gebäudes und liegt damit zu dem im Park liegenden See gegenüber.:205 Der Eingang befindet sich an der Nordseite, die Hauptfassade liegt jedoch nach Osten hin und an der Zufahrt, die an die Brighton Road angeschlossen ist. In den 1860er Jahren wurde auf der Westseite ein einstöckiger Seitenflügel hinzugefügt, um eine Halle mit Galerie aufzunehmen. Seine drei Joche haben Rundbogenfenster. Die Nordseite umfasst ebenfalls drei Joche. Die meisten Fenster des Gebäudes sind mit Jalousien ausgestattet.

## Geschichte
Der sechs Jahrhunderte zuvor an einer Altstraße von London nach Brighton gegründete Marktflecken Crawley:37 war zu Beginn des 19. Jahrhunderts ein aufstrebendes Zentrum für Handel und Gewerbe. Der Bau einer Mautstraße am Ende des 18. Jahrhunderts hatte die gegenseitige Erreichbarkeit Londons und des Seebades Brighton stark vereinfacht, und Crawley war aufgrund seiner Lage etwa auf halber Strecke der geeignete Ort, um auf der Reise zu rasten oder die Kutschenbespannung zu wechseln.:98 Reiche Familien und Angehörige des Geldadels, die leicht und schnell nach London gelangen mussten, bauten sich Landsitze und Herrenhäuser in der Umgebung von Crawley.:117:9 Einer der größten dieser Landsitze war Tilgate Estate. Er umfasste 2185 Acre (rund 545 Hektar) Waldland und offenes Land,:13 das südlich von Crawley an der Brighton Road lag.:§166 Das Hauptgebäude auf dem Landsitz war ursprünglich Tilgate Mansion, bis es in den 1950er-Jahren abgerissen wurde.:§§167, 169 Das um 1830 erbaute villenartige Broadfield House entstand hingegen direkt westlich der Brighton Road.:117
Für viele Jahre wurde das in einer Parklandschaft in einer ländlichen Umgebung liegende Gebäude als Hotel und als Country Club genutzt,:157 während sich Crawley in eine langsam wachsende, prosperierende Kleinstadt entwickelte. Kurz nach dem Ende des Zweiten Weltkrieges 1945 begannen das Kabinett und die regionalen Planungskomitees, sich um die Probleme der auf London zentrierten Situation auf dem Wohnungs- und Arbeitsmarkt zu kümmern. London galt als übervölkert und von der Slumbildung betroffen, was durch die verbreiteten Kriegsschäden verstärkt wurde. Der Bau von geplanten New Tows mit ausreichendem Raum zur Erweiterung im Südosten Englands wurde deswegen vorgeschlagen.:20–21 Die für den Südosten zuständige Abteilung des Ministry of Town and Country Planning stellte fest, dass Crawley und seine Umgebung unter einer zufälligen und schlecht geplanten Erschließung litt, seit dem Anfang des 20. Jahrhunderts die großen Landsitze aufgeteilt und verkauft wurden und deswegen ein geeigneter Kandidat für die konsequente Planung einer Bebauung mit hoher Wohndichte wäre.:157 Die Absichten kamen gut voran und die Entscheidung, Crawley zur zweiten New Town im Vereinigten Königreich zu machen, wurde am 12. Juli 1946 bekanntgegeben,:16 ein vorläufiges Planungskomitee wurde im September aufgestellt und der New Towns Act 1946 kurz darauf verabschiedet. Mit ihm erhielt die Regierung die rechtliche Grundlage, die Planung und Erbauung von New Towns vorzunehmen. Ein rund 1500 Hektar großes Gebiet um Crawley wurde im Januar 1947 rechtlich festgelegt und im Februar 1947 wurde die Crawley Development Corporation gegründet.:17 Der Architekt Thomas Bennett wurde zum Vorsitzenden des Planungskomitees ernannt, das aus Finanzbeamten, Ingenieuren, Technikern, Landvermessern und anderen Fachberufen bestand.:6–7
Die Development Corporation benötigte Räumlichkeiten, von wo aus sie die Planungen leiten würde. Es war nicht beabsichtigt, eigene Gebäude zu bauen, stattdessen wartete man ab, ob sich nicht eine geeignete Gelegenheit bieten würde, wenn Anwesen in Crawley verkauft werden würden. In den Anfangsmonaten nutzte man vorübergehend Büroflächen in London. Ende 1947 wurde Broadfield House, das bis dahin immer noch als Country Club in Nutzung war, geschlossen und zum Verkauf angeboten.:45 Am 23. August 1948 wurde das Gebäude als Hauptquartier der Crawley Development Corporation in Betrieb genommen; diese hatte zu dem Zeitpunkt 90 Angestellte.:43 Auf dem Gelände entstanden weitere Gebäude, um Architekten und Ingenieure unterzubringen; die Crawleyer Baufirma James Longley & Co. begann im März 1949 mit den Erweiterungsbauten, die einige Monate später abgeschlossen waren.:41
Die Crawley Development Corporation wurde 1964 aufgelöst, nachdem sie neun Wohnviertel, Einkaufsmöglichkeiten und Bürgerzentren sowie mit Manor Royal ein Industriegebiet errichtet hatte und sich die Bevölkerung Crawleys innerhalb von 17 Jahren von 9000 auf 59.000 erhöht hatte.:168 Broadfield House wurde zu Büros für den 1956 geschaffenen Crawley Urban District Council umgebaut, dessen Aufgabe die Verwaltung der Stadt war:142 (Als Crawley 1974 zu einem Borough wurde, wurde dieser Council zum Crawley Borough Council.:157). 1984 wurde das Gebäude vom neugegründeten Ultrakurzwellen-Radiosender Radio Mercury erworben, der am 20. Oktober 1984 den Sendebetrieb für West Sussex und Surrey auf der Frequenz 102,7 Megahertz aufnahm. Die Radiostation zog später in Büros im Industriegebiet Manor Royal um, und bis 2008 stand das Gebäude häufig leer. Zu dem Zeitpunkt wurde ein Bauantrag gestellt, um das Gebäude in ein Appartementhaus mit zwölf Wohnungen umzubauen. Die Bauerlaubnis wurde einige Monate später bewilligt, jedoch nicht umgesetzt.

## Heutige Nutzung
Im September 2011 bezog die Montessorischule Discovery School das Gebäude. Es handelt sich um eine der ersten freien Schulen in England. Sie unterrichtet Kinder im Alter von vier bis elf Jahren in der Primärstufe. Im ersten Jahr besuchten 48 Schüler im Alter von vier bis sieben Jahren die Schule, wobei die Schülerzahl zukünftig auf 112 steigen soll. Die Schule hat eine christliche Gesinnung in anglikanischer Tradition.